# وتربی (بخش)
وتربی یک بخش انتخاباتی شورای شهر لیدز در شمال شرقی لیدز ، یورکشایر غربی است که شهر وتربی و روستاهایی از جمله آبگرم بوستون ، برامهام و تورپ آرچ را پوشش می دهد.

## مرزها
بخش وتربی شامل بخش های مدنی زیر است:
- آبگرم بوستون
- برامام اوگلتورپ (شورای محله برامهام )
- کلیفورد
- قوس تورپ
- والتون
- وتربی ( شورای شهر وتربی)